# Fontana della Pigna
Fontana della Pigna, La Pigna – rzeźba (dawniej fontanna) w kształcie szyszki sosny pinii znajdująca się w Watykanie, na Dziedzińcu Szyszki (wł. Cortile della Pigna), na terenie Muzeów Watykańskich. Została wykonana między I a III wiekiem n.e. i jest jedną z najstarszych zachowanych rzymskich fontann.

## Historia

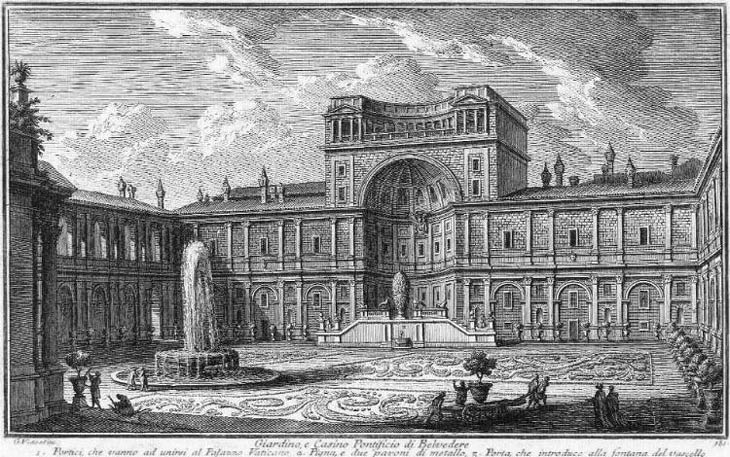
Dziedziniec Szyszki w 1761 roku. La Pigna widoczna w niszy pośrodku

La Pigna została wykonana w I, II lub III wieku n.e., najprawdopodobniej przez Publiusa Cinciusa Slaviusa, którego podpis widnieje u podstawy rzeźby. Fontanna pierwotnie znajdowała się na Polach Marsowych, w pobliżu bądź na terenie Term Agryppy, Świątyni Izydy lub Panteonu, w okolicach późniejszej bazyliki Santa Maria sopra Minerva. W średniowieczu rzeźba została odnaleziona, dając nazwę jednemu z rioni Rzymu (Pigna), a następnie przeniesiona do starej bazyliki św. Piotra (tzw. bazyliki konstantyńskiej), gdzie stanęła w jej atrium. Fontannę otaczała edykuła wsparta na ośmiu porfirowych kolumnach, kryta rzeźbionym marmurowym zadaszeniem.
Obiekt został wspomniany w Boskiej komedii Dantego Alighieri (w księdze Piekło, w pieśni XXXI) w opisie postaci Nimroda. Nie ma jednak pewności, czy Dante faktycznie widział rzeźbę na własne oczy.
W 1608 roku Fontana della Pigna została na stałe umieszczona w swojej obecnej lokalizacji na terenie Muzeów Watykańskich, w północnej części Dziedzińca Szyszki (wł. Cortile della Pigna), w Il Nicchione (pol. „wielkiej niszy”) stworzonej przez Pirro Ligorio w wyniku przebudowania dawnej eksedry.
Dziedziniec Szyszki pierwotnie stanowił część Dziedzińca Belwederskiego (wł. Cortile del Belvedere) zaprojektowanego na początku XVI wieku przez Donata Bramantego, łączącego Pałac Apostolski z willą papieża Innocentego VIII. Wybudowane w latach 1585–1590 poprzeczne skrzydło Biblioteki Watykańskiej przecięło jednak dziedziniec na dwie części, z których górna (północna) wzięła swoją nazwę od ustawionej w niej w 1608 roku rzeźby.
Początkowo woda wydobywała się z fontanny przez umieszczoną na jej szczycie dyszę, spływając następnie po rzeźbionych łuskach. Obecnie rzeźba nie pełni już swojej pierwotnej funkcji.

## Charakterystyka

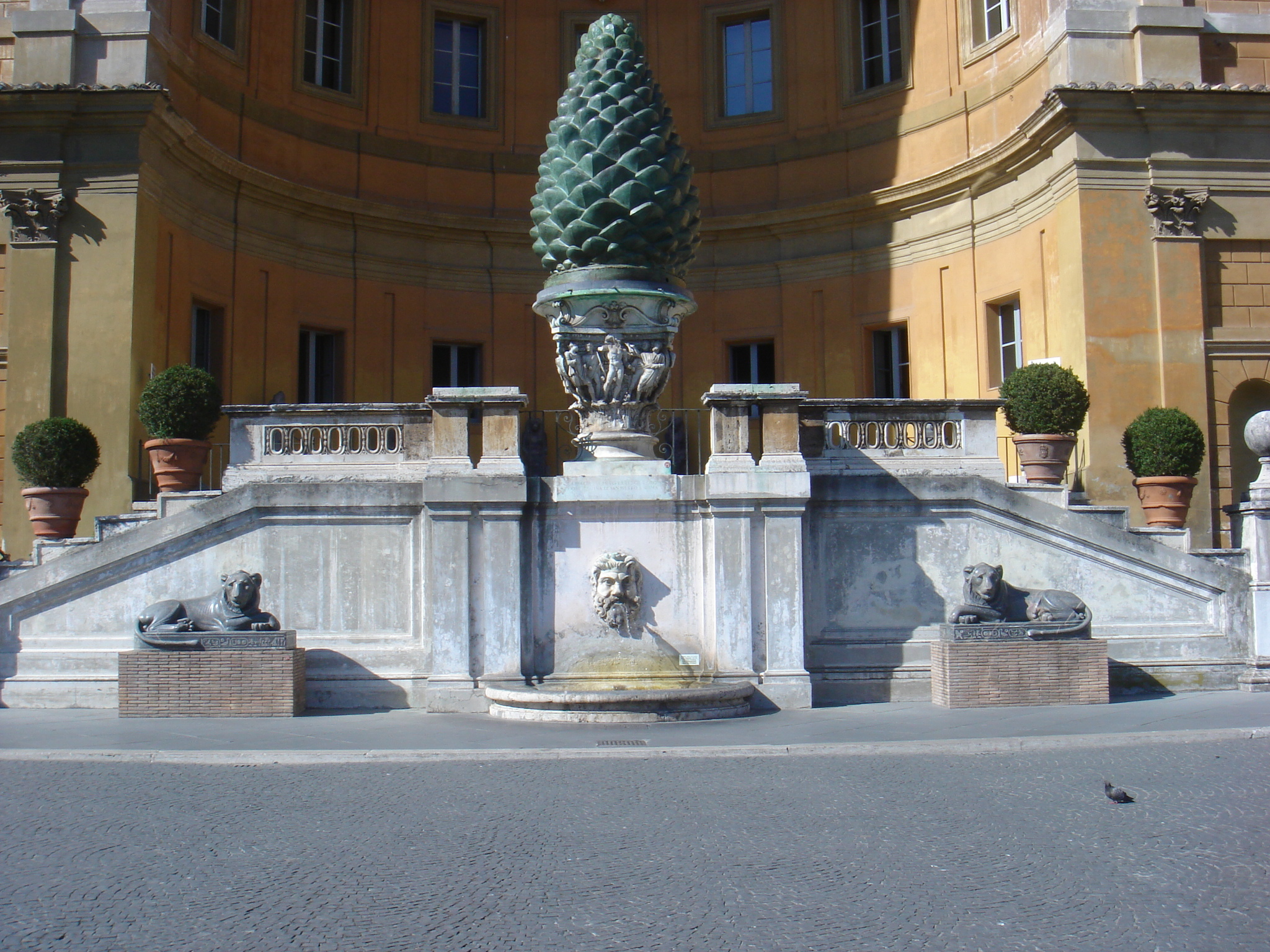
Rzeźby poniżej fontanny (2007)

Fontana della Pigna mierzy niecałe 4 metry wysokości i 2,5 metra szerokości. Rzeźba wykonana jest z brązu; pierwotnie była pozłacana. Ustawiona jest na pochodzącym z III wieku n.e. kapitelu zdobionym płaskorzeźbą przedstawiającą udekorowanie wieńcem zwycięskiego atlety, który odnaleziono ok. 1660 roku podczas zleconych przez papieża Aleksandra VII na Polach Marsowych wykopalisk. Z inicjatywą wykorzystania go jako podstawy dla rzeźby szyszki wyszedł architekt Carlo Fontana. Poniżej kapitelu znajduje się inskrypcja z tekstem La faccia sua mi parea lunga e grossa come la pina di San Pietro a Roma pochodzącym z Boskiej komedii Dantego. Pod nim znajduje się dekoracyjny maszkaron, z którego woda tryska do misy.
Po obu stronach fontanny ustawione są współczesne kopie dwóch rzeźb z brązu przedstawiających pawie. Pochodzące z II wieku n.e. oryginały, znajdujące się pierwotnie najprawdopodobniej w Mauzoleum Hadriana (Zamku Świętego Anioła, wł. Castel Sant’Angelo), przechowywane są w Braccio Nuovo. Prowadzące za szyszkę schody zaprojektował Michał Anioł. U ich stóp stoją dwie staroegipskie bazaltowe rzeźby z IV wieku p.n.e. przedstawiające wizerunki leżących lwów.
W 1990 roku pośrodku Dziedzińca Szyszki została umieszczona jedna ze współczesnych rzeźb z serii Sfera con sfera autorstwa Arnalda Pomodoro. Dzieło w kształcie kuli, podobnie jak fontanna, wykonane jest z brązu i obraca się, gdy wieje wiatr.

## Galeria

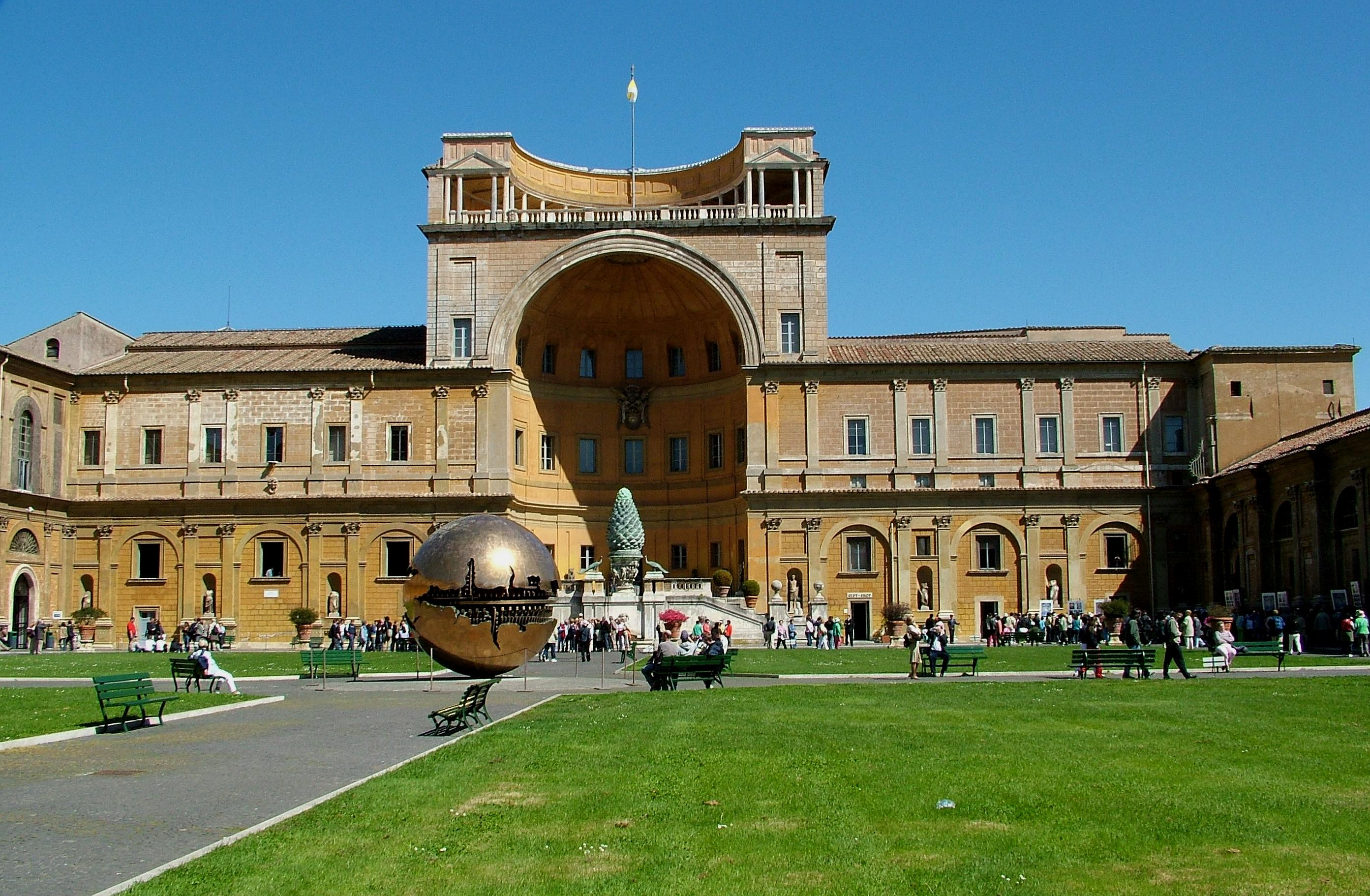
Dziedziniec Szyszki z Il Nicchione (2005)
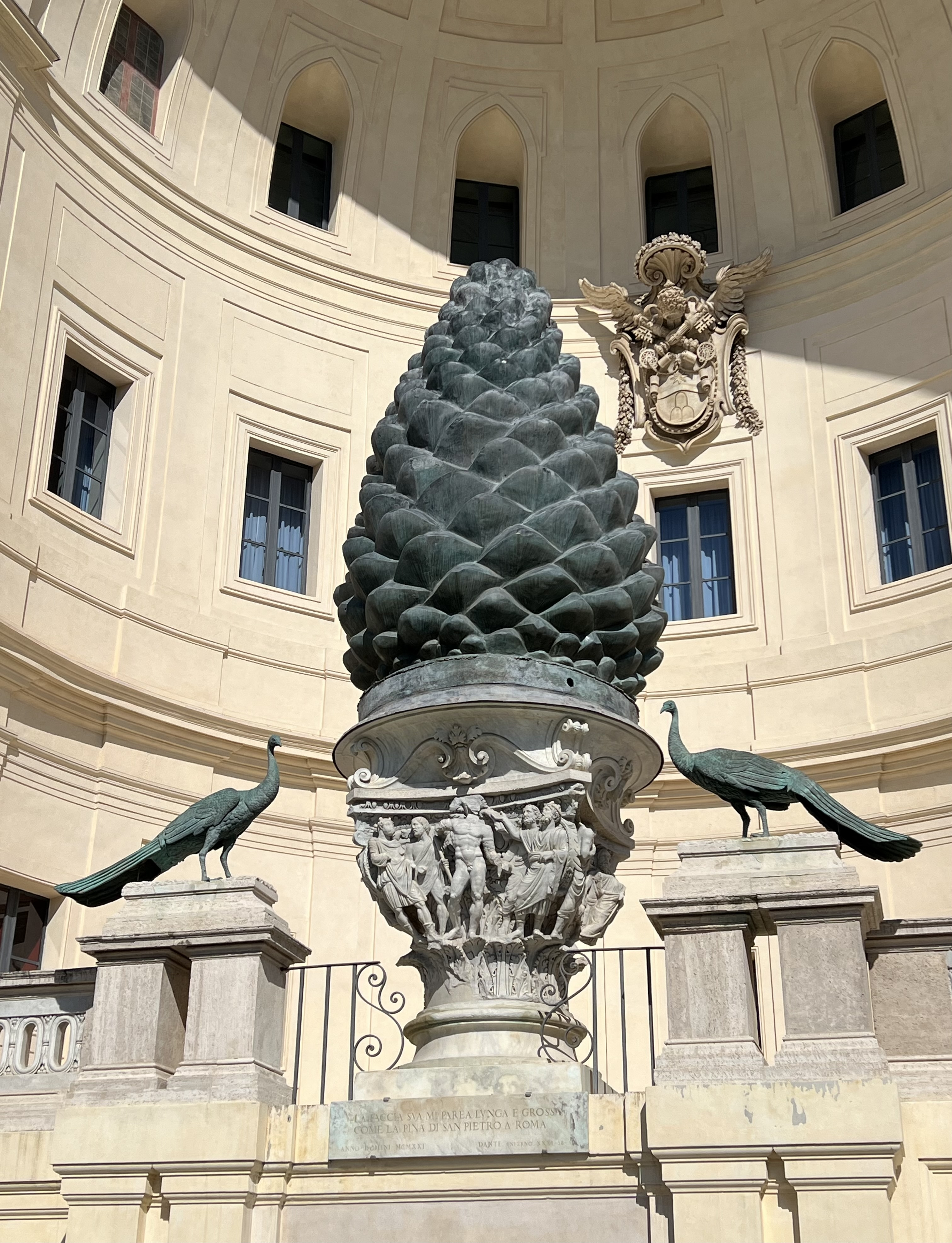
Podstawa rzeźby z płaskorzeźbą, inskrypcją i pawiami (2025)
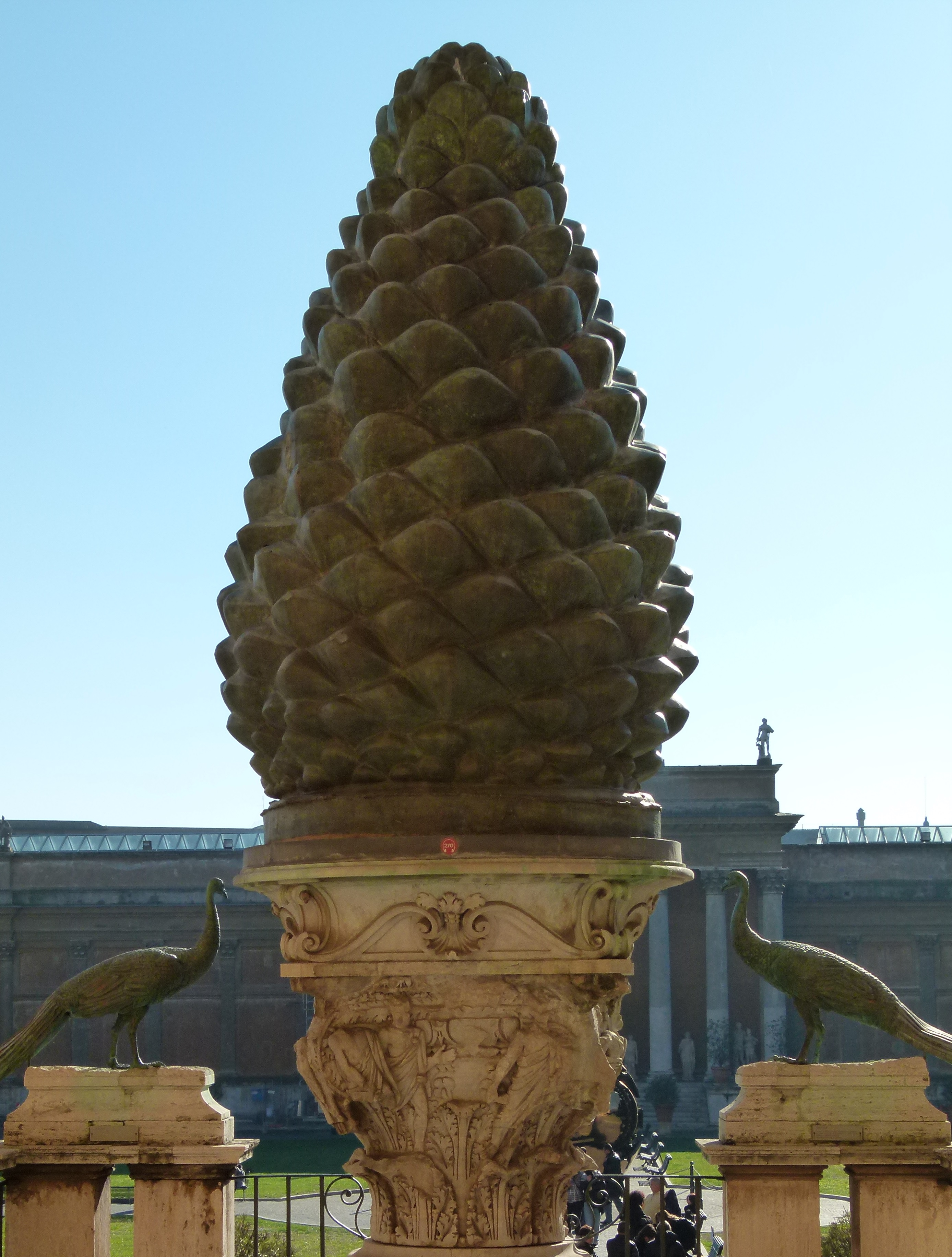
La Pigna od strony niszy (2013)
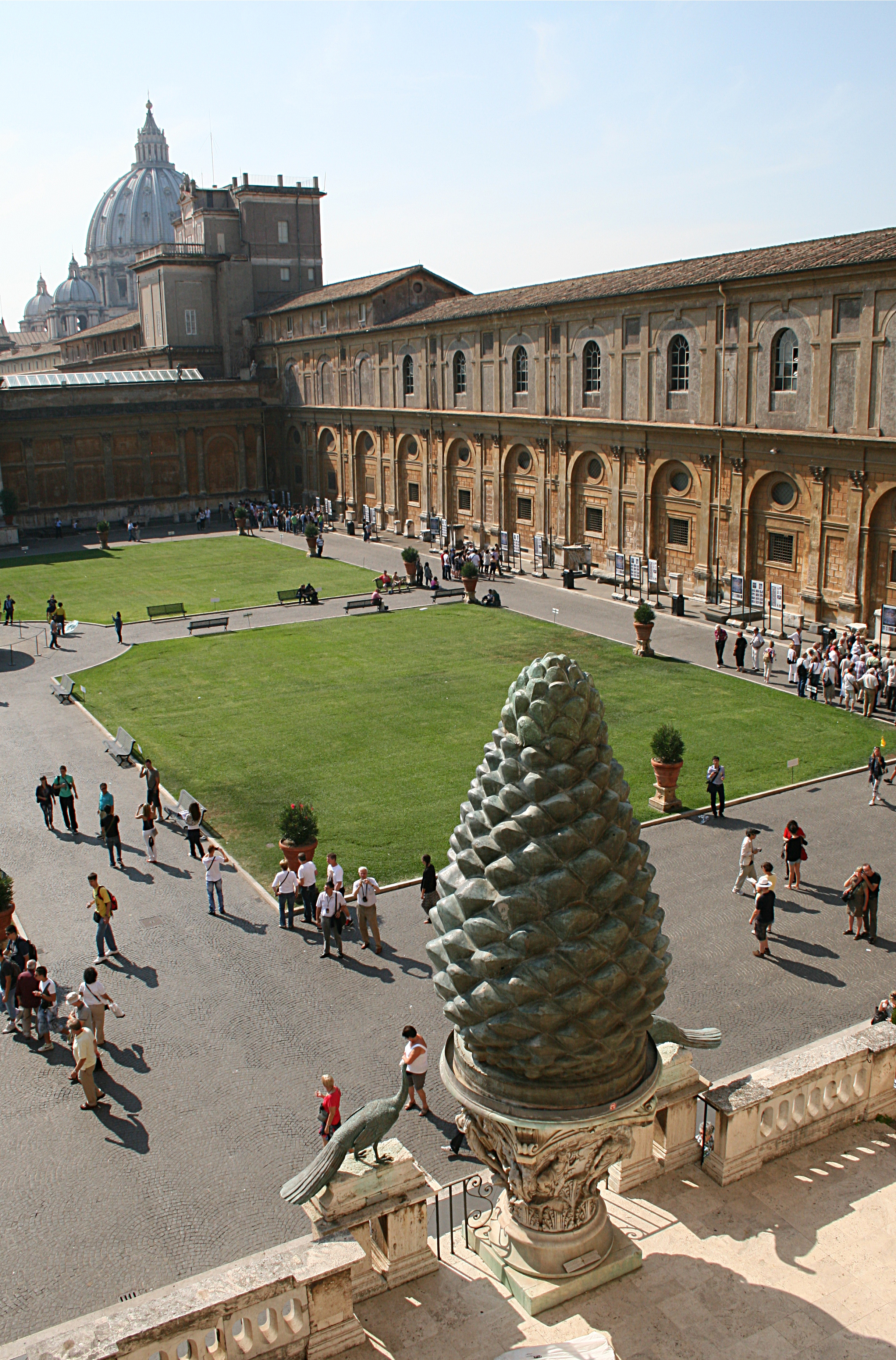
Dziedziniec Szyszki od strony fontanny (2011)
Sfera con sfera i Fontana della Pigna (2005)